# 16104 Stesullivan
A 16104 Stesullivan (ideiglenes jelöléssel 1999 VT177) a Naprendszer kisbolygóövében található aszteroida. A LINEAR projekt keretében fedezték fel 1999. november 6-án.